# David Oyelowo
David Oyetokunbo Oyelowo (Oxford, Oxfordshire, 1 maart 1976) is een Brits acteur.

## Biografie
Oyelowo werd geboren in Oxford als zoon van Nigeriaanse ouders. Hij volgde theaterstudies aan het City and Islington College waar zijn leraar hem aanraadde acteur te worden. Hij verkreeg een studiebeurs aan de London Academy of Music and Dramatic Art waar hij na drie jaar opleiding afstudeerde in 1998. Hij begon zijn theatercarrière in 1999 bij de Royal Shakespeare Company en speelde verschillende rollen in televisieseries. Vanaf 2001 speelde hij ook enkele kleinere rollen in speelfilms. In 2012 kreeg hij een rol in Middle of Nowhere van Ava DuVernay (première op het Sundance Film Festival) en in The Paperboy van Lee Daniels, die meedeed in de competitie van het Filmfestival van Cannes. Hij speelde opnieuw in een film van Lee Daniels, The Butler (2013) en in een film van Ava DuVernay, Selma (2014). Voor deze laatste vertolking kreeg hij verschillende nominaties.

## Filmografie
*Exclusief televisiefilms
- The Midnight Sky (2020)
- A Wrinkle in Time (2018)
- The Cloverfield Paradox (2018)
- A United Kingdom (2016)
- A Most Violent Year (2014)
- Selma (2014)
- A Most Violent Year (2014)
- Default (2014)
- Interstellar (2014)
- The Butler (2013)
- Jack Reacher (2012)
- Lincoln (2012)
- Middle of Nowhere (2012)
- The Paperboy (2012)
- Red Tails (2012)
- 96 Minutes (2011)
- The Help (2011)
- Rise of the Planet of the Apes (2011)
- Rage (2009)
- A Raisin in the Sun (2008)
- Who Do You Love? (2008)
- The Last King of Scotland (2006)
- As You Like It (2006)
- Derailed (2005)
- The Best Man (2005)
- A Sound of Thunder (2005)
- Dog Eat Dog (2001)

## Televisie
- Les Misérables (2018)
- The Lion Guard (2016-2019)
- Star Wars Rebels (2014-2018)
- Complicit (2013)
- Small Island (2009)
- Five Days (2007)
- Spooks (2002-2004)

## Prijzen & nominaties
Oyelowo ontving een tiental filmprijzen en nominaties waarvan de belangrijkste:
| jaar | prijs           | categorie                                      | film      | uitslag     |
| ---- | --------------- | ---------------------------------------------- | --------- | ----------- |
| 2015 | Golden Globe    | Beste acteur in een dramafilm                  | Selma     | Genomineerd |
| 2014 | Satellite Award | Beste acteur                                   | Selma     | Genomineerd |
| 2007 | Satellite Award | Beste acteur in een televisiefilm of miniserie | Five Days | Gewonnen    |